# Акадыр (Западно-Казахстанская область)
Акадыр (каз. Ақадыр, до 2007 года — Молочное) — село в Жанибекском районе Западно-Казахстанской области Казахстана. Входит в состав Жаксыбайского сельского округа. Код КАТО — 274237300.

## Население
В 1999 году население села составляло 194 человека (93 мужчины и 101 женщина). По данным переписи населения 2009 года, в селе проживал 81 человек (43 мужчины и 38 женщин).